# Distrito de Yauli (Jauja)

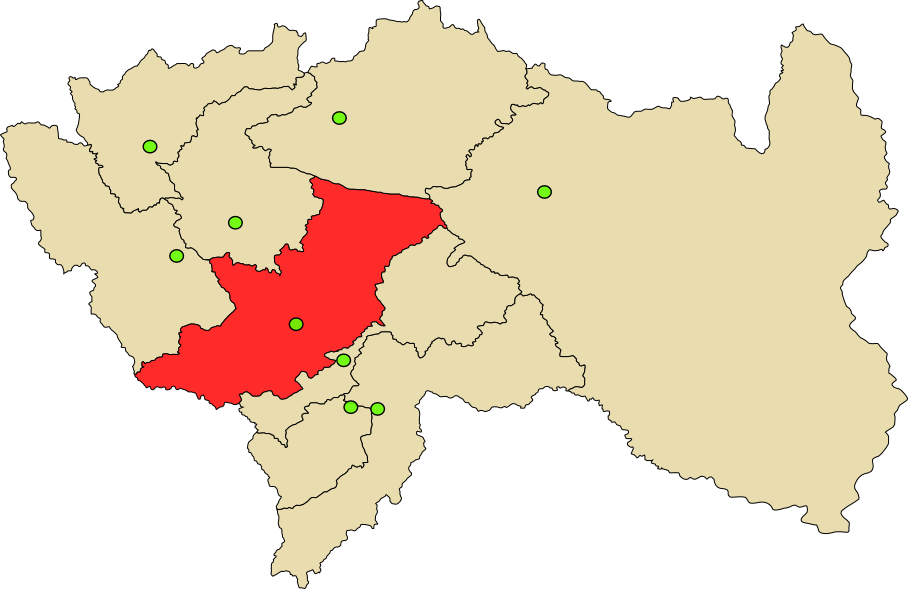
Provincia de Jauja en el Departamento de Junín

El distrito de Yauli es uno de los treinta y cuatro distritos de la provincia de Jauja, ubicada en el departamento de Junín, bajo la administración del Gobierno Regional de Junín, Perú. Limita por el norte con el distrito de Ricrán; por el sur con el distrito de Pancán; por el este con los distritos de Paca y San Pedro de Chunán; y, por el oeste con el distrito de Ricrán.
Dentro de la división eclesiástica de la Iglesia católica del Perú, pertenece a la Vicaría IV de la arquidiócesis de Huancayo

## Historia
Fue creado el 20 de enero de 1944 mediante ley emitida por el Congreso de la República del Perú, durante el primer gobierno del presidente Manuel Prado Ugarteche. 

## Geografía
El distrito de Yauli abarca una superficie de 93,15 km².
Entrañada en el valle del Mantaro es un distrito de clima seco, que tiene dos estaciones pronunciadas en el año, seca y lluviosa.
La población se dedica a labores agrícolas, ganadera y minera.
Ubicada en el valle de yacus de la provincia de jauja, goza de un paisaje exuberante en eucaliptos, alisos, pinos y plantas nativas del lugar como kisuares y chilcas.
Es uno de los distritos más privilegiados de jauja ya que cuenta con grandes extensiones de pastizales de puna y ceja de selva donde pastan llamas, alpacas, caballos, vacas, ovejas. Sin contar con la riqueza natural de flora y fauna que se prolifera por todo el territorio yaulino.
Su capital es la ciudad de Yauli.

## Autoridades

### Municipales
- 2015 - 2018[2]
  - Alcalde: Teófenes Aquino Sobero, Partido Fuerza Popular (K).
  - Regidores: Yanet Mirtha Quintana Rafael (K), José Aquino García (K), Eleazar Jilmer Meza Rafael (K), Manuel Earl Cóndor Carrasco (K), Deciderio Simeon Vasco (Juntos por Junín).
- 2011 - 2014[3][4]
  - Alcalde: Oracio Aquino Aquino, Alianza para el Progreso (APP).
  - Regidores: Mario Fidel Romero León (APP), Oscar Romero Povez (APP), Jusleir Rupay Aquino (APP), Julia Gregoria Anglas Rojas (APP), Fermín Limache Romero (Perú Libre).
- 2007-2010
  - Alcalde: Neil Gilmar Ildefonso Quispe.

### Policiales
- Comisaría de Jauja
  - Comisario: Cmdte. PNP. Edson Hernán Cerrón Lazo.[5]

### Religiosas
- Arquidiócesis de Huancayo[6]
  - Arzobispo de Huancayo: Mons. Pedro Barreto Jimeno, SJ.
  - Vicario episcopal: Pbro. Hermann Josef Wendling SS.CC.
- Parroquia[7]

## Folclore
Es debido a la riqueza ancestral de los pueblos xauxas que con la llegada de los españoles crearon costumbres mestizas que a lo largo del tiempo han prevalecido transformándose en danzas como: carnaval jaujino, huaylejia de parco, paca, chunan, chacranero de muquiyauyo, huaripampa, corcobado de yauli, el jergacumo, etc.
- El Corcobado es la danza emblema del distrito que se baila cada 1 de enero en honor al Niño Jesús.
- La Huaylejía es una danza que comparten también distritos como paca, chunan y parco.
- El Santiago es una danza costumbrista de la provincia de Huancayo que también se baila cada 30, 31 de agosto y 1 de setiembre en el distrito de Yauli, teniendo gran acogida debido a la gran cantidad de orquestas costumbristas.